# Gardenia
Gardênia é um gênero botânico pertencente à família Rubiaceae.
O género foi classificado por Carl Linnaeus a partir do nome dado pelo Dr. Alexander Garden (1730-1791), naturalista americano de origem escocesa.

## Espécies
- Gardenia actinocarpa
- Gardenia anapetes
- Gardenia angkorensis
- Gardenia annamensis
- Gardenia aqualla
- Gardenia archboldiana
- Gardenia artensis
- Gardenia aubryi
- Gardenia barnesii
- Gardenia beamanii
- Gardenia boninensis
- Gardenia brachythamnus
- Gardenia brighamii
- Gardenia buffalina
- Gardenia cambodiana
- Gardenia candida
- Gardenia carinata
- Gardenia carstensensis
- Gardenia chanii
- Gardenia chevalieri
- Gardenia clemensiae
- Gardenia collinsae
- Gardenia colnettiana
- Gardenia conferta
- Gardenia cornifolia
- Gardenia cornuta
- Gardenia coronaria
- Gardenia costulata
- Gardenia crameri
- Gardenia cuneata
- Gardenia dacryoides
- Gardenia deplanchei
- Gardenia dolichantha
- Gardenia elata
- Gardenia epiphytica
- Gardenia erubescens
- Gardenia esculenta
- Gardenia ewartii
- Gardenia faucicola
- Gardenia fiorii
- Gardenia flava
- Gardenia forsteniana
- Gardenia fosbergii
- Gardenia fucata
- Gardenia fusca
- Gardenia gardneri
- Gardenia gjellerupii
- Gardenia gordonii
- Gardenia grandis
- Gardenia grievei
- Gardenia griffithii
- Gardenia gummifera
- Gardenia hageniana
- Gardenia hainanensis
- Gardenia hansemannii
- Gardenia hillii
- Gardenia hutchinsoniana
- Gardenia imperialis
- Gardenia invaginata
- Gardenia ixorifolia
- Gardenia jabiluka
- Gardenia jasminoides
- Gardenia kakaduensis
- Gardenia kamialiensis
- Gardenia lacciflua
- Gardenia lamingtonii
- Gardenia lanutoo
- Gardenia latifolia
- Gardenia leopoldiana
- Gardenia leschenaultii
- Gardenia magnifica
- Gardenia mannii
- Gardenia maugaloae
- Gardenia megasperma
- Gardenia mollis
- Gardenia moszkowskii
- Gardenia mutabilis
- Gardenia ngoyensis
- Gardenia nitida
- Gardenia obtusifolia
- Gardenia ornata
- Gardenia oudiepe
- Gardenia ovularis
- Gardenia pallens
- Gardenia panduriformis
- Gardenia papuana
- Gardenia philastrei
- Gardenia posoquerioides
- Gardenia propinqua
- Gardenia pseudoternifolia
- Gardenia psidioides
- Gardenia pterocalyx
- Gardenia pyriformis
- Gardenia racemulosa
- Gardenia reinwardtiana
- Gardenia remyi
- Gardenia resinifera
- Gardenia resiniflua
- Gardenia resinosa
- Gardenia rupicola
- Gardenia rutenbergiana
- Gardenia saxatilis
- Gardenia scabrella
- Gardenia schlechteri
- Gardenia schwarzii
- Gardenia sericea
- Gardenia similis
- Gardenia siphonocalyx
- Gardenia sokotensis
- Gardenia sootepensis
- Gardenia stenophylla
- Gardenia stipulosa
- Gardenia storckii
- Gardenia subacaulis
- Gardenia subcarinata
- Gardenia succosa
- Gardenia taitensis
- Gardenia tannaensis
- Gardenia ternifolia
- Gardenia tessellaris
- Gardenia thailandica
- Gardenia thunbergia
- Gardenia tinneae
- Gardenia transvenulosa
- Gardenia trochainii
- Gardenia tropidocarpa
- Gardenia truncata
- Gardenia tubifera
- Gardenia urvillei
- Gardenia vernicosa
- Gardenia vilhelmii
- Gardenia vitiensis.
- Gardenia vogelii
- Gardenia volkensii
- Gardenia vulcanica